# VIII век до н. э.
VIII (восьмо́й) век до на́шей э́ры по пролептическому юлианскому календарю — век с 1 января 800 года до н. э. по 31 декабря 701 года до н. э. Это 3-й век 1-го тысячелетия до н. э. Ему предшествовал IX век до н. э., за ним следовал VII век до н. э. Закончился 2725 лет назад.

## Обоснование датировок
Данные по правителям Израиля и Иудеи следуют работам Е. Р. Тиле, принятыми И. Р. Тантлевским.
Из сведений «Хроники Евсевия» по истории Греции и соседних стран для этого века не более половины поддаётся проверке по разным источникам, лишь сведения, которые им явно не противоречат, помещены в статьи по годам (см. также Хронология архаического периода в «Хронике Евсевия»).
Существуют и другие списки царей, относимых к этому периоду, но для Армении (см.), царств Аракана (см.) и Тагауна в Бирме, Корее (см.) и Ирландии (см.) они явно вымышлены в средние века, а для Индии носят полулегендарный характер, поэтому в статьях о годах они не указываются.

## Правители
- Цари Мессении: Антиох, Эвфай, Аристодем.
- Цари Спарты: (из династии Агидов) Телекл, Алкамен, Полидор; (из династии Эврипонтидов) Никандр, Феопомп.
- Фараоны: 22-й династии Шешонк III, Пами, Шешонк V, Осоркон IV; 23-й династии Петубастис I, Иупут I, Шешонк IV, Осоркон III, Такелот III, Рудамен, Иупут II, Шешонк VI, 24-й династии Тефнахт, Бокхорис, 25-й династии Кашта, Пианхи, Шабака, Шабатака.
- Цари Иудеи: Амасия, Озия, Иоафам, Ахаз, Езекия.
- Цари Израиля: Иегоаш, Иеровоам II, Захария, Шалум, Менахем, Пеках, Осия.
- Цари Тира: Пигмалион, Закарбаал, Итобаал II, Хирам II, Маттан II, Элулай.
- Цари Дамаска: Бен-Хадад III, Таб-Эл, Ризон II (740—732).
- Цари Урарту: Менуа, Аргишти I, Сардури II, Руса I, Аргишти II.
- Цари Ассирии: Адад-нирари III, Шульману-ашареду IV, Ашшур-дан III, Ашшур-нирари V, Тукульти-апиль-эшарра III, Шульману-ашареду V, Саргон II (Шарру-кин II), Синаххериб.
- Цари Вавилона: (5 неизвестных царей в начале века), Нинурта-апла…, Мардук-бел-зери, Мардук-апла-уцур, Эриба-Мардук, Набу-шум-ишкун, Набонасар (747—734), Набу-надир-зери, Набу-шум-укин II, Набу-мукин-зери, Тиглатпаласар III, Салманасар V, Мардук-апла-иддин II, Саргон II, Синаххериб, Мардук-закир-шуми II, Мардук-апла-иддин II, Бел-ибни.
- Цари Элама: Хумпантахрах, Хумпанникаш I, Шутрук-Наххунте II.
- Цари Сабы: Самхуалайа, Йадаил Зарих, Йатхиамар, Ватар I, Йадаил Баййин I.
- Цари Чжоу: Ю-ван (781—771), Пин-ван (770—720), Хуань-ван (719—697).

Полулегендарные правители:
- Цари Рима: Ромул, Тит Таций, Нума Помпилий.
- Цари Македонии: Кен, Тирм, Пердикка I.

## Важные персоны
- Гомер — легендарный древнегреческий поэт.
- Амос — ветхозаветный пророк.
- Аргишти I — царь Урарту.
- Аргишти II — царь Урарту.
- Дейок — легендарный первый мидийский царь.
- Иона — ветхозаветный пророк[3].
- Исайя — ветхозаветный пророк.
- Менуа — царь Урарту.
- Мидас — царь Фригии.
- Михей (Миха) — ветхозаветный пророк.
- Ромул — легендарный основатель и первый царь Рима.
- Пианхи — царь Куша и основатель XXV династии в Египте.
- Саргон II — ассирийский царь.
- Сардури II — царь Урарту.

## События
- 782 — Основан Эребуни (Ереван).
- 776 — Первые Олимпийские игры в Греции.
- 754—753 — основан Рим[4].
- 722 — 710 — ассирийский царь Саргон II покоряет Вавилонию, Сирию и Иудею.
- VIII век — Основание финикийцами Палермо (Сев.-Зап. Сицилия).
- VIII век — Начало финикийской колонизации Испании и Магриба, основание Ликсуса.
- VIII век — Возникновение этрусской конфедерации. Этруски начинают распространять свои колонии в Италии.
- 8 в. (9—8 вв.) — Возникновение греческого алфавита.
- VIII век — Основание города Нанкин на Янцзы.
- VIII—III века — Осевое время[5][6][7].
- VIII—VII века — Заселение Британии кельтскими племенами бриттов. Они вытеснили иберийцев.
- VIII—VI века — Культура Гальштат (центр в Австрии). Принадлежит кельтам.
- VIII—III века — Ананьинская культура железного века в бассейне средней Волги и Камы.
- Начало преобладания железа к северу от Альп и Северном Причерноморье.
- Начало широкого распространения металлургии железа в Месопотамии, Иране, Средней Азии.
- Первые упоминания о железных орудиях в Китае.
- Окончание процесса формирования этрусского этноса.
- Первое извержение Везувия.
- Культуры полей погребений проникают в Испанию (Каталония, Кастилия).
- Складывание культуры иберов в Испании.
- Бритты составляют большинство населения Британии.
- Возникновение государства в Куше (Напатское царство).
- Куш покоряет Египет (XXV династия).
- Появление демотического письма в Египте.
- Закавказье и страны Ближнего Востока подвергаются нашествию киммерийцев и скифов.
- Прекращение существования арамейского государства Хамат.
- Возникновение государств Бактрия, Хорезм, Согд, Парфия.
- В Урарту построен город Менуахинили.
- Урарту завоёвывает Армению (Урме, Арме).
- Построена крепость Эребуни.
- Первые упоминания о раннеклассовом политическом образовании Колха (Кулха), прообразе Колхидского царства.
- Возникновение Сабейского царства.
- Начало составления Библии.
- Период Чуньцю в Китае, ослабление власти чжоуских ванов; Чжоу распадается.
- Вторжение в Китай жунов (цюаньжунов, шаньжунов).
- Китай эпоха «Весны и осени».
- Складывание Ананьинской культуры в Прикамье.
- Культура Митла в Мексике.

### Древняя Греция
- Финикийский алфавит начинает использоваться в Греции, возникновение греческого алфавита.
- «Илиада» и «Одиссея» принимают современный нам вид.
- Первые толосы в Фессалии и на Крите.
- В Спарте учреждена коллегия эфоров.
- Евпатриды получают доступ к должности архонта.
- Бывшие архонты получают право избираться в ареопаг.
- Греками из Синопы основан Трабзон.
- Активная колонизация греками Фракии, Сицилии, Южной Италии.
- 757 г. до н. э. — основание греческими колонистами с острова Эвбея города Кумы.
- В Италии греками основан также Кротон, на Сицилии — Катания (Катана).

### Финикия
- Финикийцы проникают на юг Испании.
- Финикия была захвачена Ассирией и многочисленные колонии стали независимыми.

### События, условно относимые к 800 году
- Гомер создаёт «Илиаду» и «Одиссею» — эпические поэмы о Троянской войне.
- Индуизм в Южной Индии.
- Ок. 800 до н. э. — ок. 200 н. э. — Культура неолита Нок в Нигерии.
- Ок. 800 — Начало колонизации Кипра финикийцами.
- Ок. 800 — Основание города Коринф.
- Ок. 800 — Ахейцы колонизировали город Китион на Кипре.
- Начало VIII века — Складывание государств Фригии и Лидии.

### События, условно относимые к 750 году
- Ассирийцы завоевали Палестину.
- В Западной Европе начинается распространение археологической культуры Гальштат.
- Этруски заселяют территорию современной Тосканы.
- Египет завоёван войсками Пианхи, он основывает XXV Эфиопскую династию.
- Греческий поэт Гесиод создаёт дидактические поэмы «Труды и дни» и «Теогония»
- В Вавилоне научились предсказывать затмения Луны и Солнца.